# Сеткуловка
Сеткуловка — деревня в Муромцевском районе Омской области России. Входит в состав Артынского сельского поселения .
Основана пашенными крестьянами Бергамакской слободы в конце XVII в. Среди них «Димка Савин сын Нахомина в Сибирь прислан в 1671 г. из Москвы во крестьяне от князя Петра Прозоровпикова, Иважко Михаилов сын Грязни... из старых крестьян, Ивашко Кондратьев сын крестьянина родом из г. Тюмени в Тару пришел, Ивашко Андреев сын Чемерилов родом из холопских крестьян, Данила Шипулин родом из Москвы стрелецкий сын прислан в Сибирь, Гришка Старцов родом из Гурийской слободы крестьянский сын пришел в Такмыкскую слободу и служил в беломестных казаках».
  Вторая ревизия (1744-45 гг.) выявила в деревне 101 разночинца и 15 бобылей, а следующая ревизия в 1763 г. - 130 душ мужского пола. В течение 1760-70 гг. из деревни выбыло свыше сотни мужчин и почти столько же прибыло, число женщин за эти годы возросло на 75 душ. К началу 1780-х годов здесь проживало 214 человек. Высокая подвижность населения вызвана тем, что сеткуловцы принимали активное участие в заселении других поселений. Во вновь заселяемую ч. Большерецкую выехали семьи Алексея, Ивана и Федора Балоева; семьи Осипа Демидова и Абросима Рудакова переехали в Барабинскую степь; семья Петра Неворотова в д. Тунгуслинскую; семьи Федора, Гавриила, Кирилла Караганова во вновь заведенную деревню Серебряную; Харлам Кожанов - в д. Инберень, Василий Тимкин - в Хомутную на реке Оми. Несколько семей переехали на жительство в д. Артынскую: Михаил Балоев, Михаил Калашник, Иван и Гурий Девятириковы, большая семья Дмитрия Девятирикова, имевшая 11 сыновей и внуков. Эта фамилия позднее стала самой многочисленной среди ардынцев. Отток из д. Сеткуловки прослеживается и в 1780—90 гг. К 1795 г. ее население снизилось до 165 человек.
  XIX век в историю Сеткуловки не внес особых изменений, население росло медленно, по-прежнему наблюдается его отток не столько из-за недостатка пахотных угодий, сколько из-за отсутствия удобных выходов к торговым центрам и сложившимся трактам. На исходе XIX в. число жителей достигло 375 человек. Однако, ранее, в 1862 г. здесь проживало более четырехсот человек, среди которых преобладали государственные крестьяне (90,9%), 4% - ссыльнопоселенцы, прочие - отставные низшие чины и разночинцы. В эти же годы в деревне было 3 ветряных мельницы, свыше 50 обывательских домов, деревянная часовня.
  В начале XX в. были открыты хлебозапасный магазин и мелочная лавка. В 1916 г. 85 хозяйств деревин владели 557 десятинами пахотных земель и 370 десятинами заливных лугов. В посевном клине преобладали овес (89 десятин), яровая пшеница (51 десятина). По десятине было занято льном, коноплей и др. В среднем на одно хозяйство приходилось по 2 запряжных лошадей, по 4 дойных коровы, по 4 овцы. С установлением Советской власти в деревне был избран сельсовет. В 1922 г. в его состав вошли Журавлевский (председатель), Иван Грязнов, Трофим Нерпин. В 1920 г. открылась школа I ступени, в которой обучалось в первый год 26 мальчиков и 12 девочек. В хозяйственной деятельности Сеткуловки одним из основных направлений стало маслоделие.
  Созданная в середине 1920 г. маслоартель организовала свой маслодельный завод, на котором в 1926-27 гг. выработано 16,7 пудов масла. Обследование, проведенное в 1925 г., показывает некоторый рост хозяйства деревни: площадь посевов, достигла 380 десятин (против 187 десятин в 1916 г.), поголовье всех видов скота составило 1650 голов (против 1100 голов в 1916 г.). Структура посевных культур стала более разнообразной: помимо вышеназванных зерновых возделывали ячмень, просо, гречиху (7 десятин), лен (5 десятин), картофель. Хозяйства обзавелись новым сельхозинвентарем. На 79 хозяйств приходилось 48 однолемешных плугов, 140 борон, 9 сенокосилок, 2 конные молотилки, 18 веялок. Но были и хозяйства без посева в поле (7 хозяйств), без рабочего скота и коров (5 хозяйств). В таком состоянии деревня приближалась к коллективизации.
  В 1930 г. сеткуловцы организовали колхоз «Заветы Ленина». В начале 1936 г. в него вошло 94 хозяйства. В 1935 г. было засеяно свыше 640 гектаров пашни, в том числе 584 гектара зерновыми, и собран урожай по 12,3 центнера с гектара. Были созданы три фермы: крупного рогатого скота (360 голов), овец, свиней. Тягловая сила включала 78 лошадей и 36 валов. По тем временам колхоз был развит лучше, чем другие колхозы в районе. В середине 30-х годов функционировала колхозная рыболовная бригада, в разные годы в нее входило от 2 до 7 и даже более человек. Улов частично шел на свои нужды, частично в госфонд. В 1931 г. была пущена паровая машина на мельнице, мощностью до 30 центнеров в сутки. Колхоз обслуживали кузница, пимокат, сапожник. В отдельные зимы на Иртыше близ Сеткуловки зимовали пароходы и баржи Иртышского пароходства. В 1950 г. в результате укрупнения колхоз «Заветы Ленина» включили в состав колхоза «Ленинский путь» с центром в Артыне. За 20 лет (1959-1979 гг.) население Сеткуловки уменьшилось более чем в 2,6 раза. В настоящее время в этой деревне Среднего Прииртышья нет школы. В 1988 г. здесь размещались лишь клуб, магазин, фельдшерско-акушерский пункт.
Источник: Сигутов П.Т. История Муромцевского района. Под ред. Вибе П.П., Муромцево 1994 г. 130 с.
Добавил Novichkov 05.07.2013      Тэги: Сеткуловка Муромцевский район история

## История
Основана в 1621 году. В 1928 году состояла из 83 хозяйств, основное население — русские. Центр Сеткуловского сельсовета Большереченского района Тарского округа Сибирского края.

## Население
| 1926 | 2010 |
| ---- | ---- |
| 429  | ↘41  |